# میلیگان (ایندیانا)
میلیگان (به انگلیسی: Milligan) یک منطقهٔ مسکونی در ایالات متحده آمریکا است که در شهرستان پارک، ایندیانا واقع شده‌است. میلیگان ۲۴۲ متر بالاتر از سطح دریا واقع شده‌است.